# Liste des cours d'eau de la Haute-Marne
Pour un article plus général, voir Géographie de la Haute-Marne.

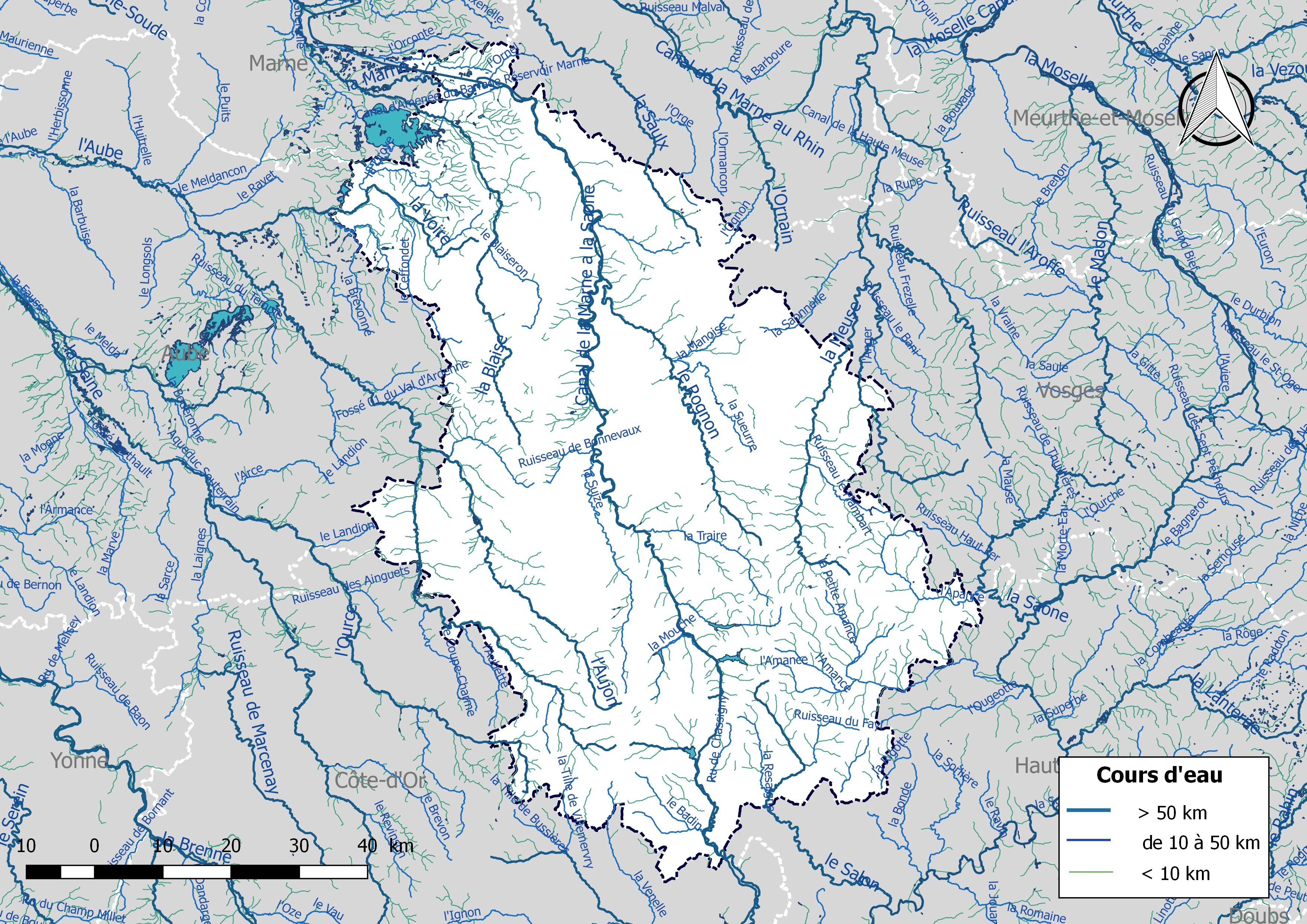
Réseau hydrographique du département de la Haute-Marne.

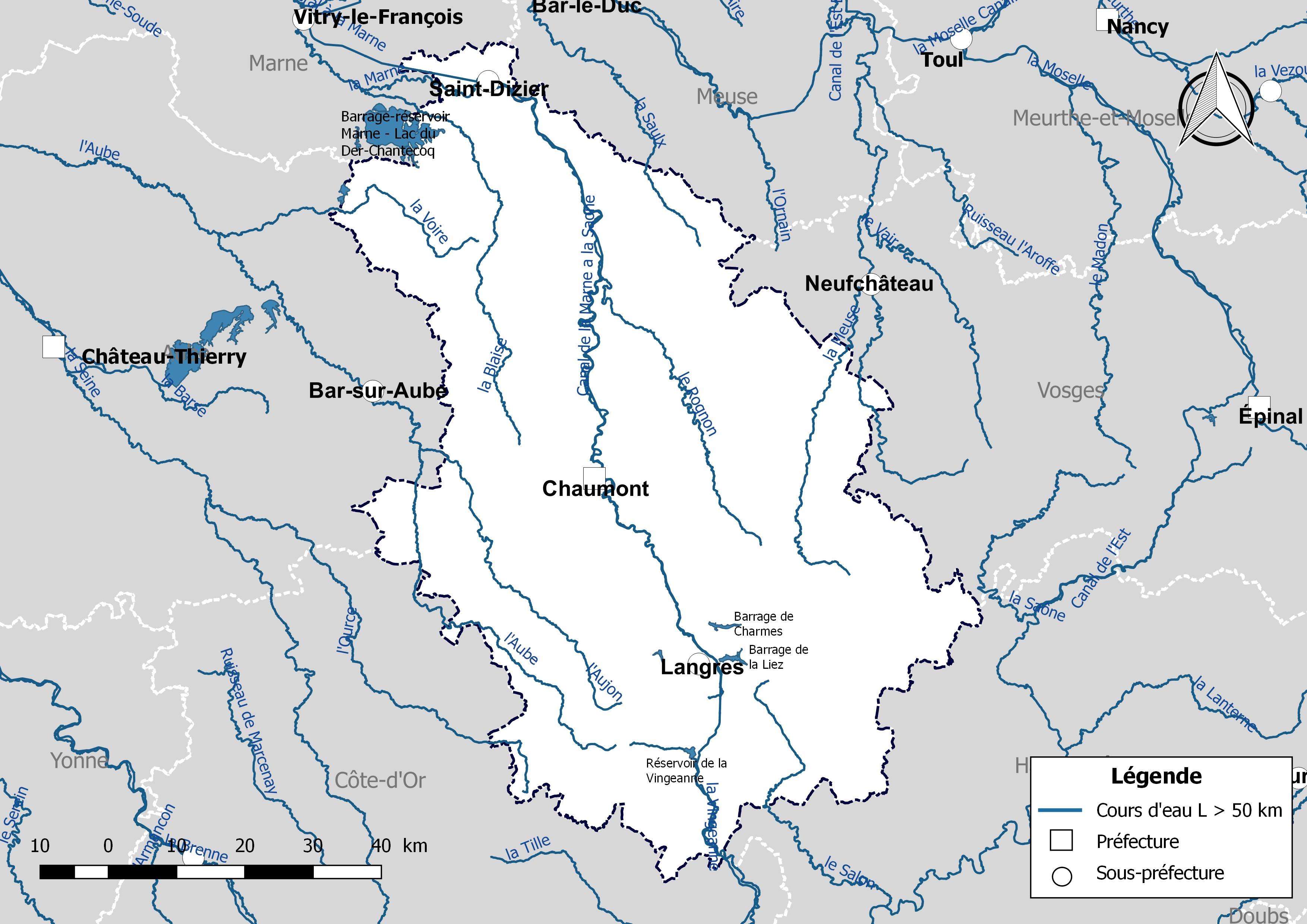
Carte des cours d'eau de longueur supérieure à 50 km drainant le département de la Haute-Marne.

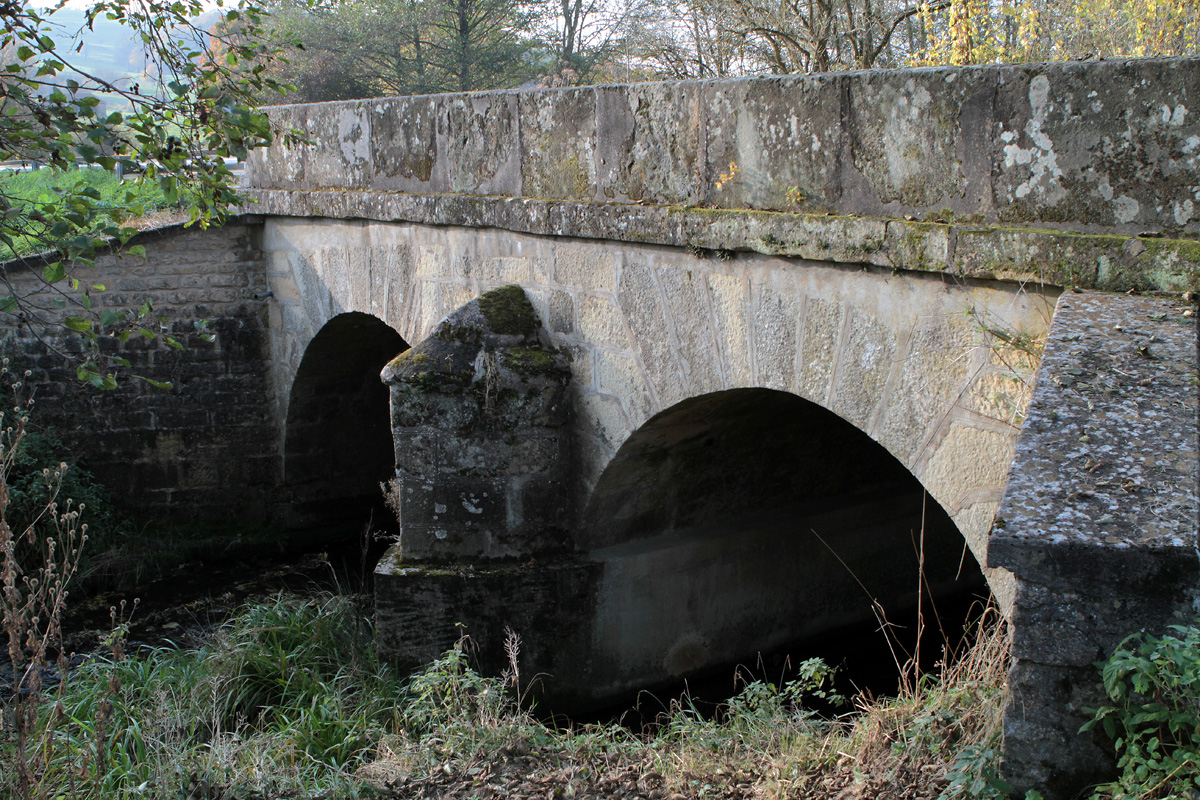
Pont sur la Petite-Amance entre Terre-Natale et Coiffy-le-Bas.

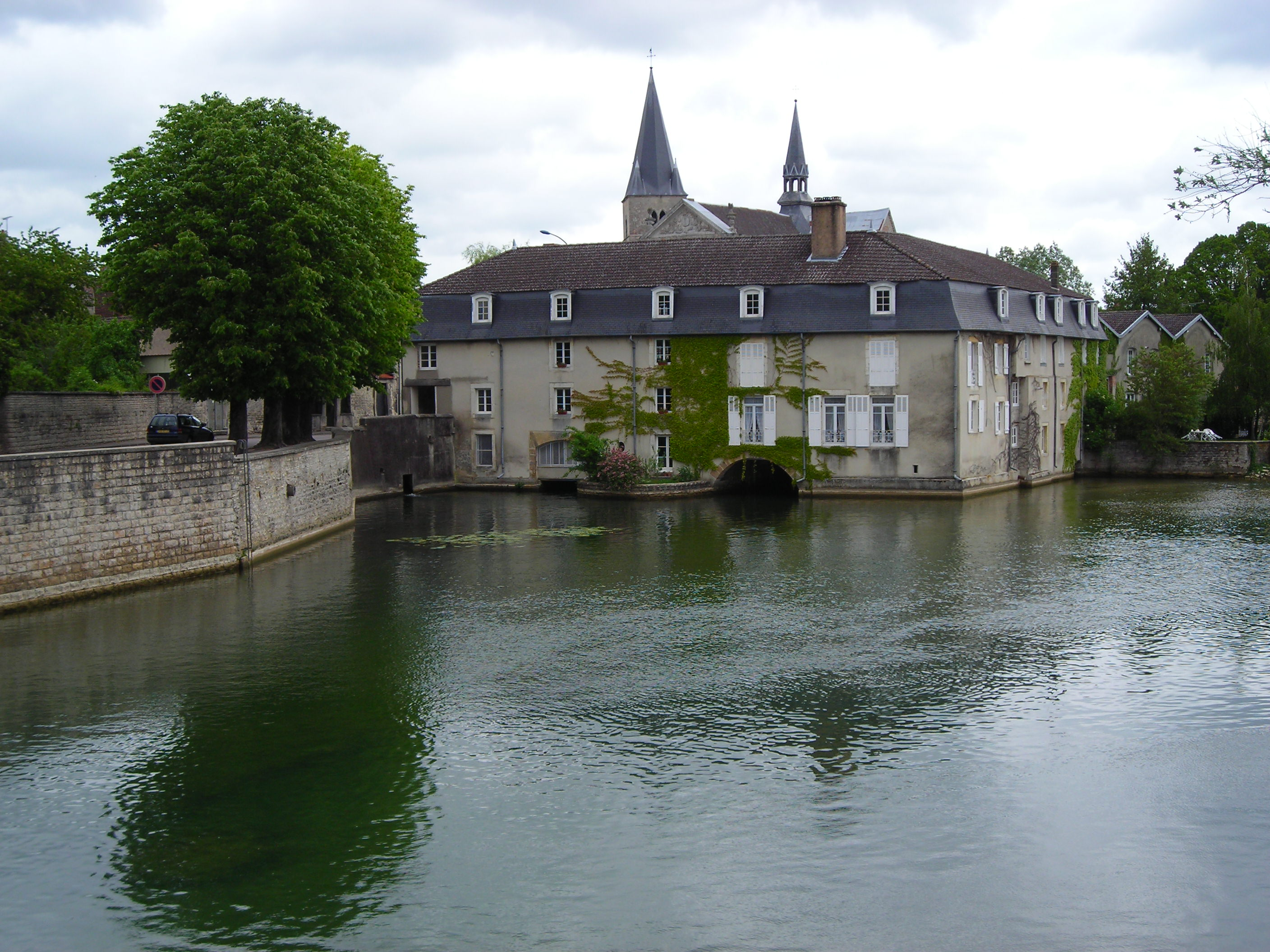
L'Aube à Bar-sur-Aube.

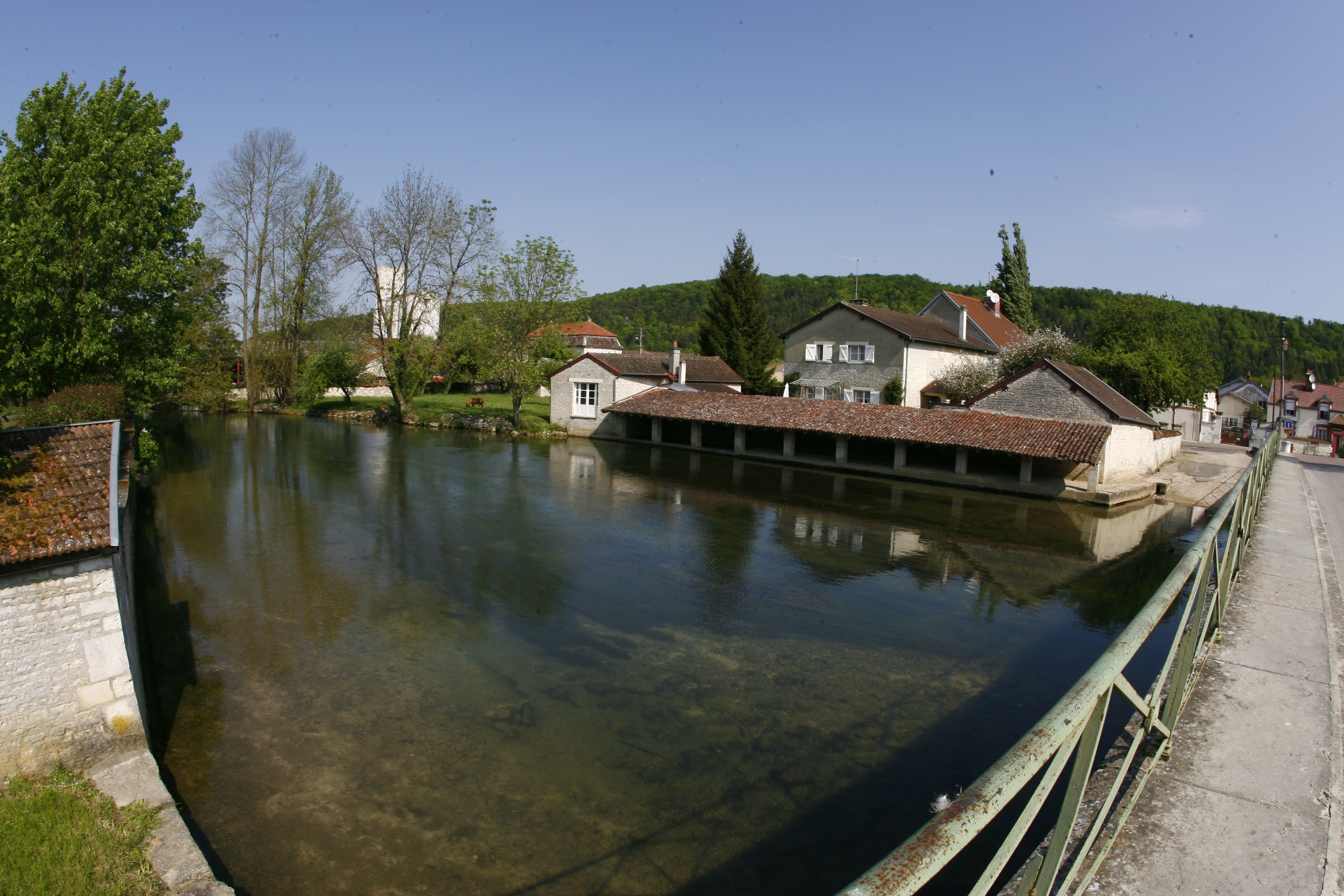
L'Aujon à Longchamp-sur-Aujon.

Liste des fleuves, rivières et autres cours d'eau qui parcourent en partie ou en totalité le département de la Haute-Marne. La liste présente les cours d'eau, généralement de plus de 10 km de longueur sauf exceptions, par ordre alphabétique, par fleuves et bassin versant, par station hydrologique, puis par organisme gestionnaire ou organisme de bassin.

## Classement par ordre alphabétique

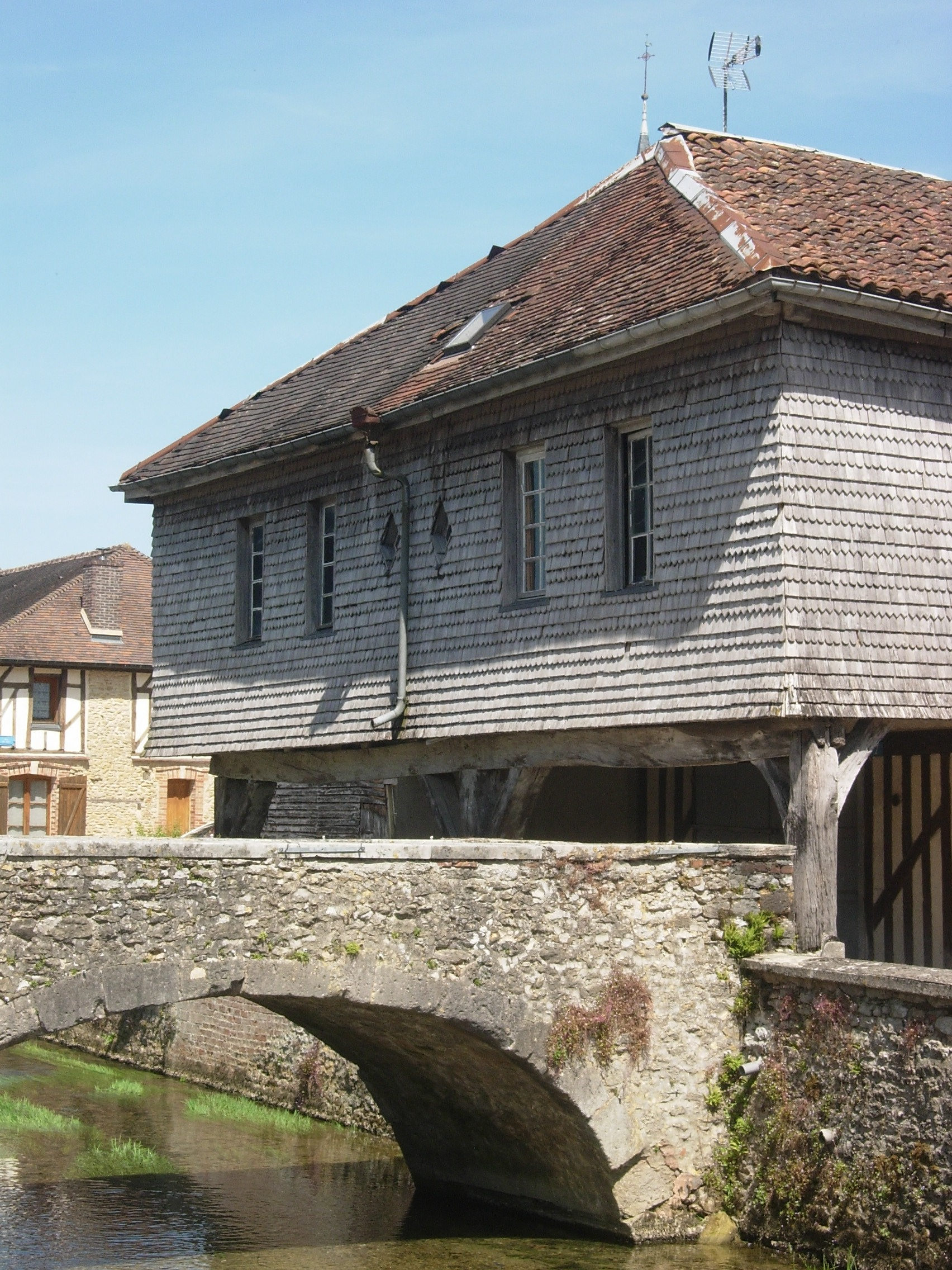
La Laines à Soulaines-Dhuys.

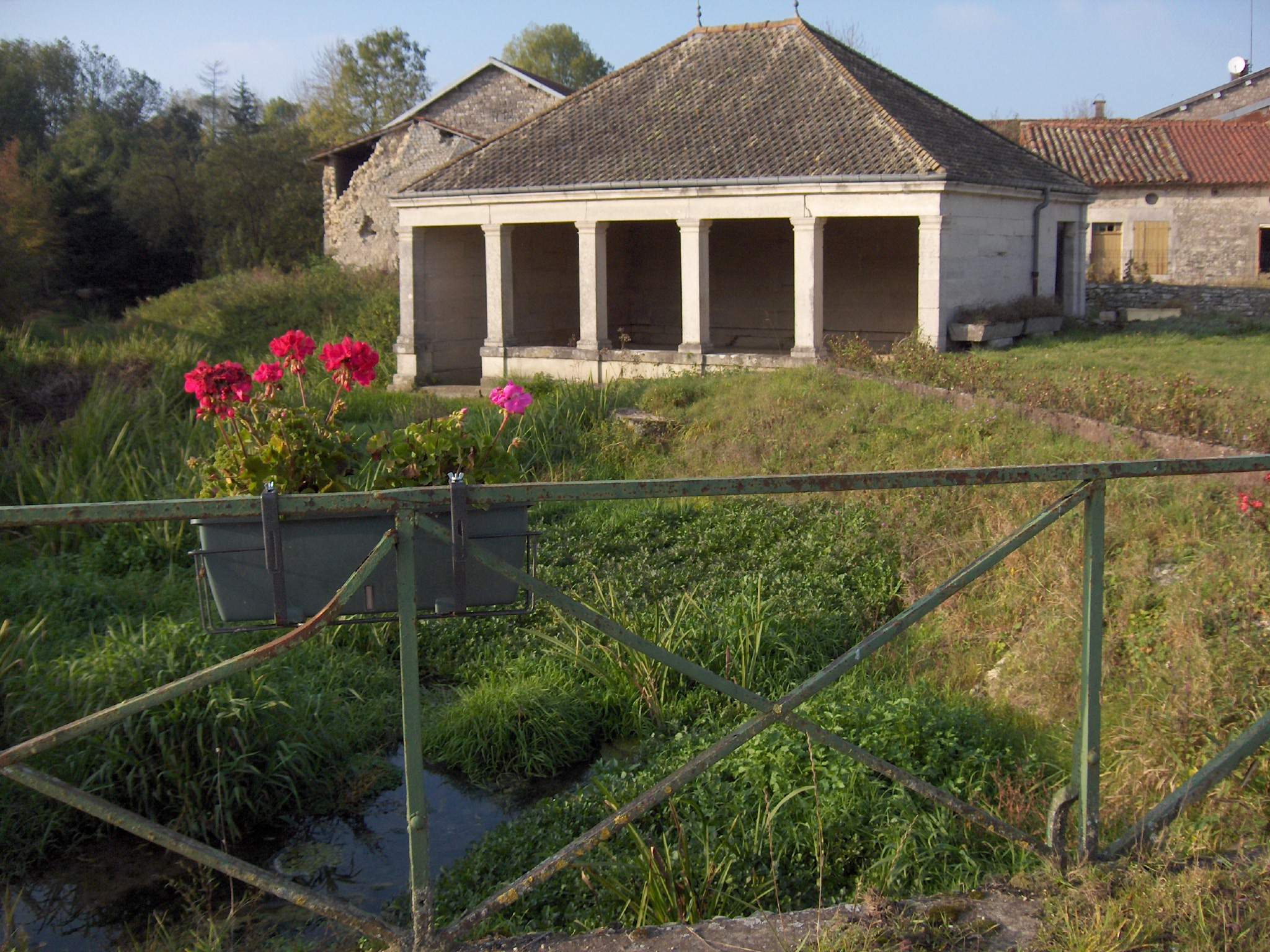
Le lavoir au bord de l'Orge à Saudron.

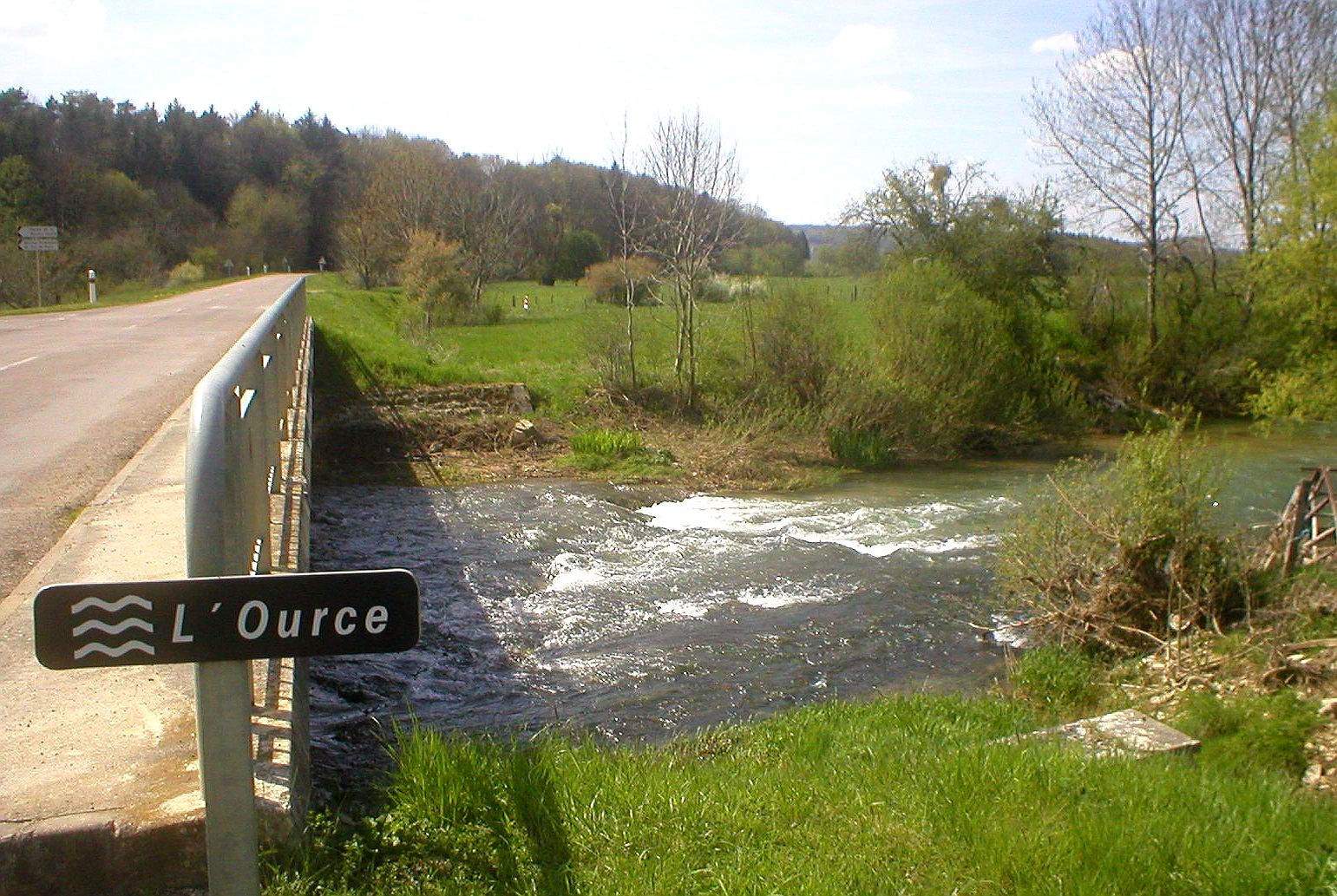
L'Ource à Autricourt.

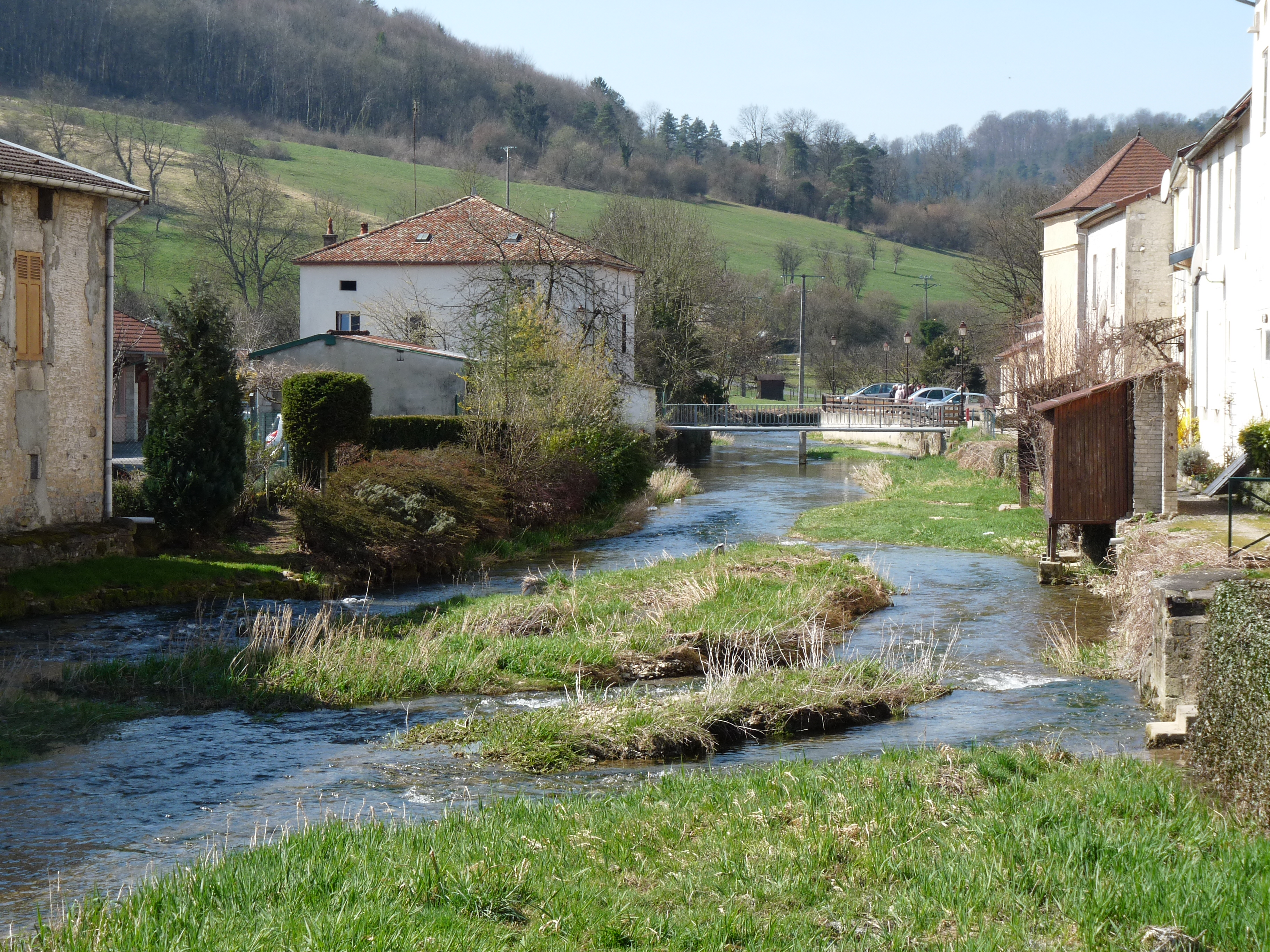
Bras canalisé du Rongeant, affluent de la Marne, à Poissons

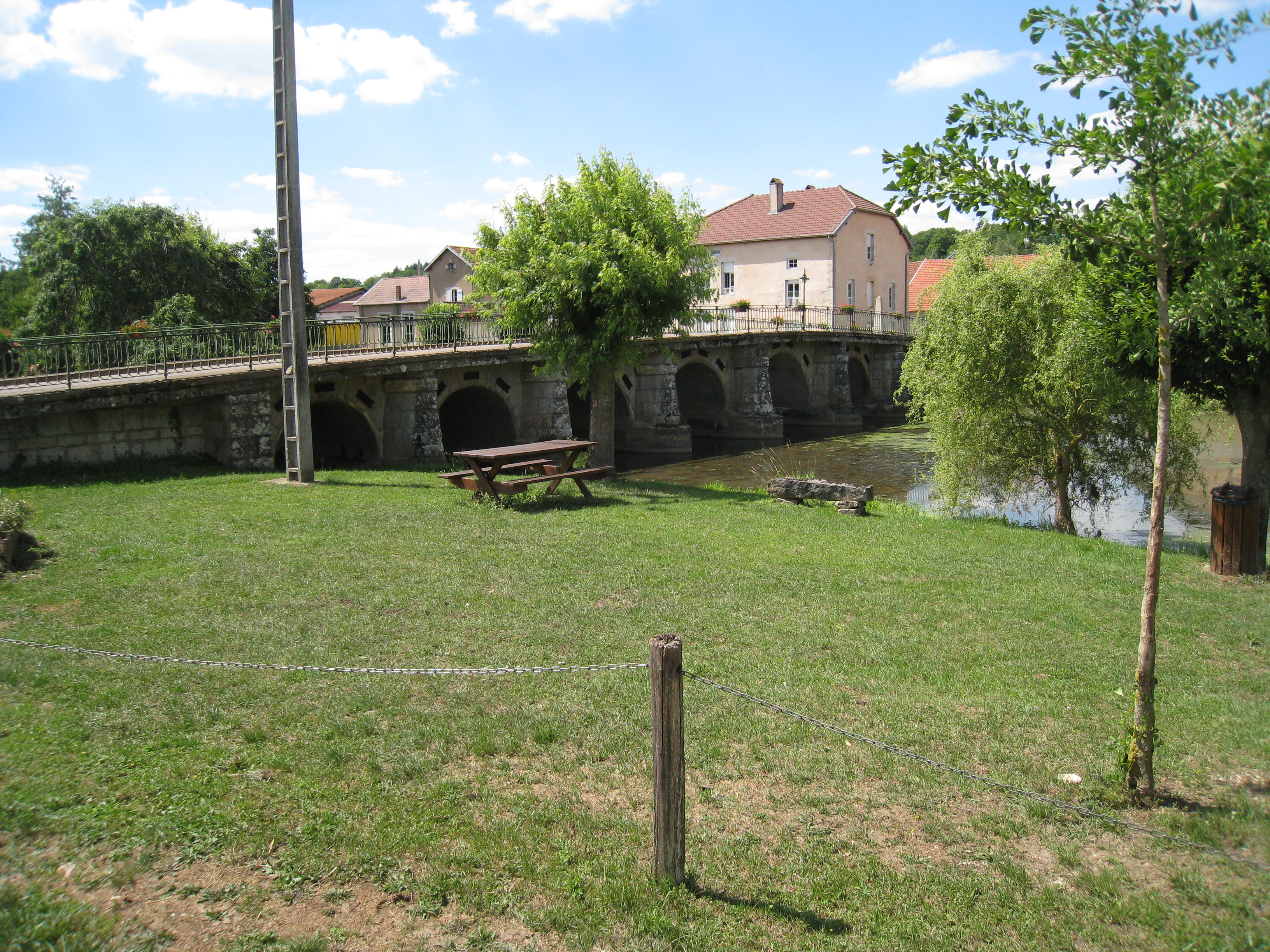
Le Salon à Grenant.

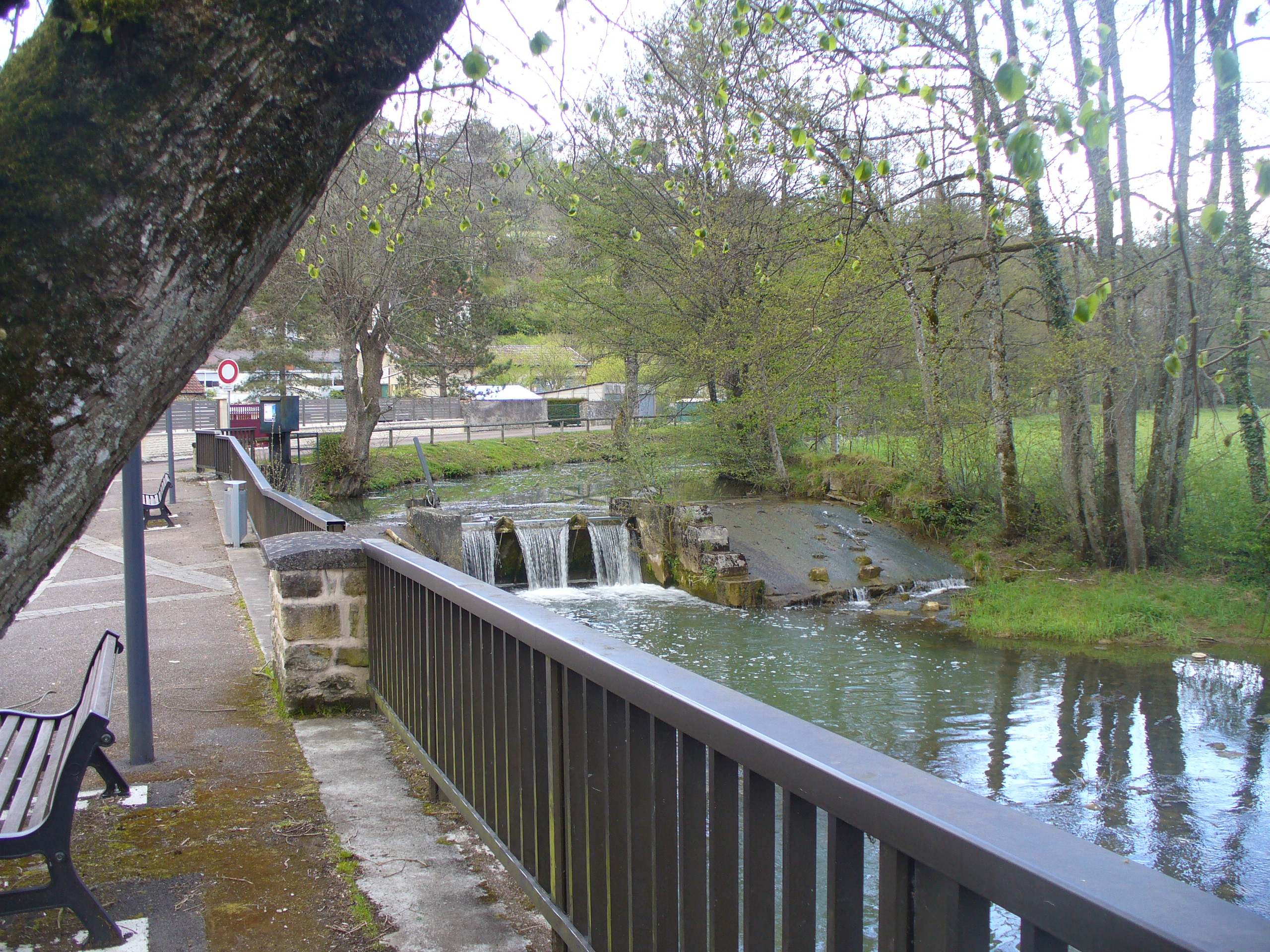
La Traire depuis Nogent.

- Amance[S 1], Apance[S 2], Aube[S 3], Aujon[S 4]
- Blaise[S 5]
- Flambart[S 6]
- Gueuse[S 7]
- la Laines[S 8]
- Manoise[S 8], Marne[S 9], Meuse[S 10], Molerupt[S 11], Mouzon[S 12]
- Noues d'Amance[S 13]
- Orge[S 14], Ource[S 15]
- Petite-Amance[S 16]
- Renne[S 17], Resaigne[S 18], Rognon[S 19], Rongeant[S 20]
- Salon[S 21], Saônelle[S 22], Saulx[S 23], Sueurre[S 24], Suize[S 25]
- Traire[S 26]
- Venelle[S 27], Vingeanne[S 28], Voire[S 29],[1]

## Classement par fleuve et bassin versant
Dans la Haute-Marne, le bassin versant de la Seine est le plus important, mais il y a aussi le bassin versant de la Meuse et celui du Rhône par la Saône :
- la Seine 776 km[S 30]
  - l'Aube (rd[note 1]), 248,9 km[S 3]
    - l'Aujon (rg), 68 km[S 4]
      - la Renne 20,1 km[S 17]

    - la Voire (rd), 56,1 km[S 29]
      - la Laines (rg), 28,4 km[S 8]
        - les Noues d'Amance (rg), 19,4 km[S 13]

  - la Marne (rd), 514 km[S 9]
    - la Blaise (rg), 85,5 km[S 5]
    - le Rognon (rd), 73,3 km[S 19]
      - le Sueurre (rd), 28,9 km[S 24]
        - la Manoise (rd), 13,5 km[S 8]

    - la Rongeant (rd) 19 km[S 20]
    - la Saulx (rd), 115,4 km[S 23]
      - l'Orge (rd), 26,3 km[S 14]

    - la Suize (rg), 48,6 km[S 25]
    - la Traire (rd), 29 km[S 26]

  - l'Ource (rd), 100,4 km[S 15]
- la Meuse 950 km[S 10]
  - la Flambart (rd), 18,2 km[S 6]
  - le Mouzon (rd), 63,3 km[S 12]
  - la Saônelle (rg), 21,8 km[S 22]
- le Rhône, 812 km[S 31]
  - la Saône (rd), 480 km[S 32]
    - l'Amance (rd), 46,3 km[S 1]
      - la Petite-Amance 19,1 km[S 16]
      - le ruisseau de la Gueuse 7,4 km[S 7]
        - le Molerupt 7,2 km[S 11]

    - l'Apance ?, 34,4 km[S 2]
    - le Salon 71,6 km[S 21]
      - la Resaigne (rd), 17,1 km[S 18]

    - la Tille (rd), 82,7 km[S 33]
      - la Venelle (rg), 33,1 km[S 27]

    - la Vingeanne (rd), 93 km[S 28]

## Hydrologie oustation hydrologique
la Banque Hydro a référencé les cours d'eau suivants : 
- L'Amance à Maizières-sur-Amance[BH 1],
- L'Apance à 
  - Bourbonne-les-Bains [Amont][BH 2], Bourbonne-les-Bains [Source][BH 3],
- l'Aube à Auberive[BH 4],
- L'Aujon à 
  - Saint-Loup-sur-Aujon[BH 5], Rennepont[BH 6], Maranville[BH 7],
- La Blaise à 
  - Louvemont [ancien][BH 8], Colombey-les-Deux-Églises[BH 9], Louvemont [Pont-Varin][BH 10], Daillancourt[BH 11],
- La Manoise à Humberville[BH 12],
- La Marne à 
  - Marnay-sur-Marne[BH 13], Chaumont (Reclancourt)[BH 14], Condes[BH 15], Saint-Dizier[BH 16], Joinville[BH 17], Chamouilley[BH 18], Mussey-sur-Marne[BH 19],
- La Meuse à Goncourt[BH 20],
- le Mouzon à Sommerécourt[BH 21],
- Le Rognon à 
  - Bourdons-sur-Rognon (Lacrète)[BH 22], Doulaincourt-Saucourt[BH 23],
- La Suize à 
  - Villiers-sur-Suize[BH 24], Chaumont[BH 25],
- La Traire à Louvières[BH 26],
- La Voire à Droyes [Gervilliers][BH 27],

## Organisme de bassinou organisme gestionnaire
- L'EPTB Seine Grands Lacs intervient sur les lacs réservoir de la Seine, la Marne et l'Aube dont le Lac du Der-Chantecoq[2]
- L'EPAMA ou Etablissement Public d'Aménagement de la Meuse et de ses Affluents est un syndicat mixte créé le 2 juillet 2016[3]